# Bergkommissionsrat
Der Bergkommissionrat war ein höherer Bergbeamter im Kurfürstentum Sachsen und Mitglied der Bergkommission, einem Ausschuss zur Beratung von Bergwerksangelegenheiten.

## Persönlichkeiten (Auswahl)
- Benjamin Olitzsch († 1682), sächsischer Bergbeamter und Expeditionsleiter nach Ostindien
- Abraham von Schönberg (1640–1711), sächsischer Staatsmann, Oberberghauptmann und Reformer des Berg- und Hüttenwesens
- Jobst Christoph von Römer (um 1770–1838), sächsischer Obersteuereinnehmer
- Johann Carl Freiesleben (1774–1846), sächsischer Oberberghauptmann
- Carl Amandus Kühn (1783–1848), sächsischer Geologe und Verfechter des Neptunismus

## Quelle
- Deutsches Rechtswörterbuch, Hrsg.: Heidelberger Akademie der Wissenschaften, hier